# Emmy Kristiansen
Emmy Kristine Guttulsrud Kristiansen (* 13. září 2000 Sande), známá jako Emmy, je norská zpěvačka a textařka, která s písní „Laika Party“ reprezentovala Irsko na Eurovision Song Contest 2025.

## Život a kariéra

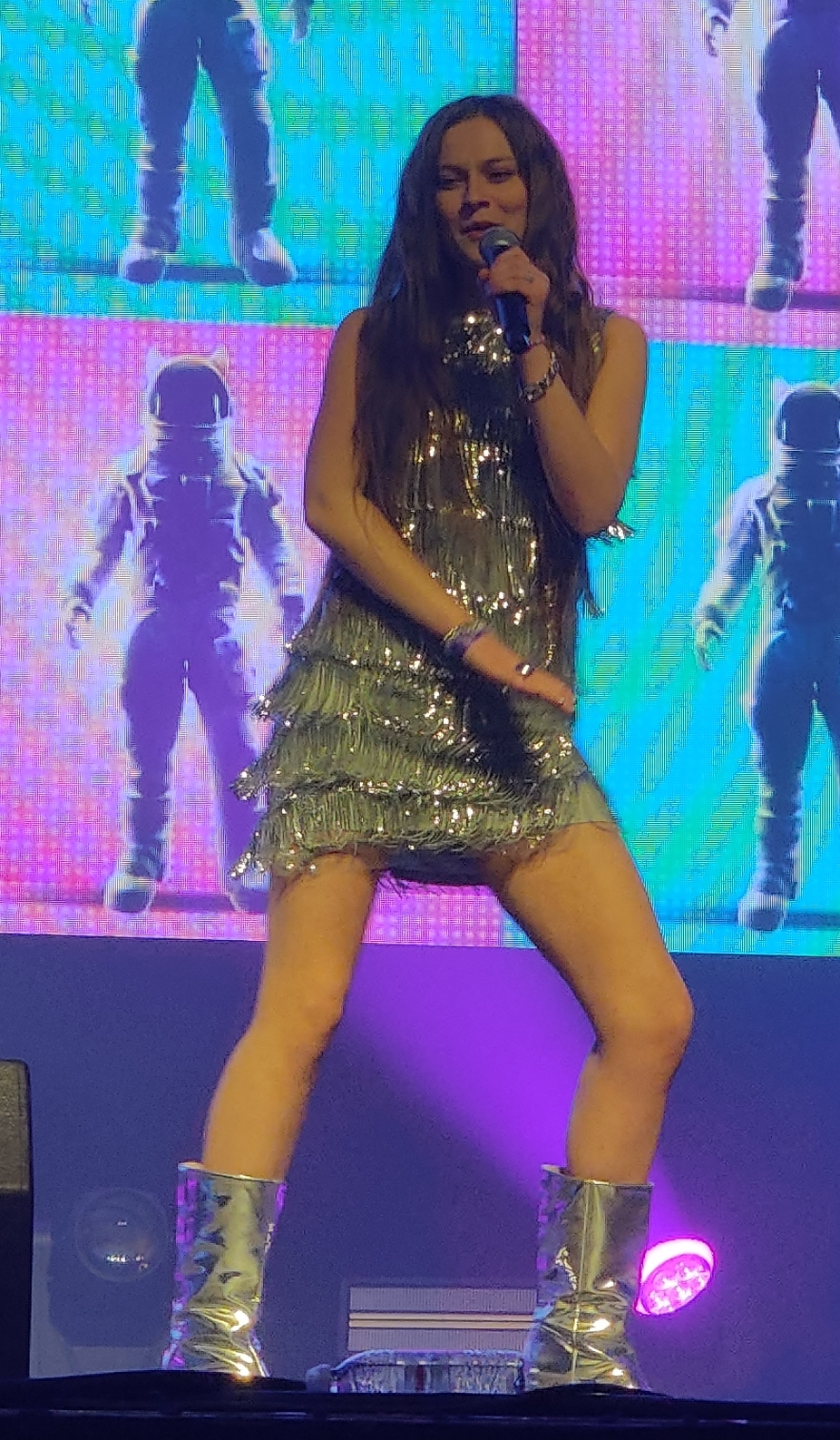
Emmy na Eurovision Song Contest 2025 Preparty

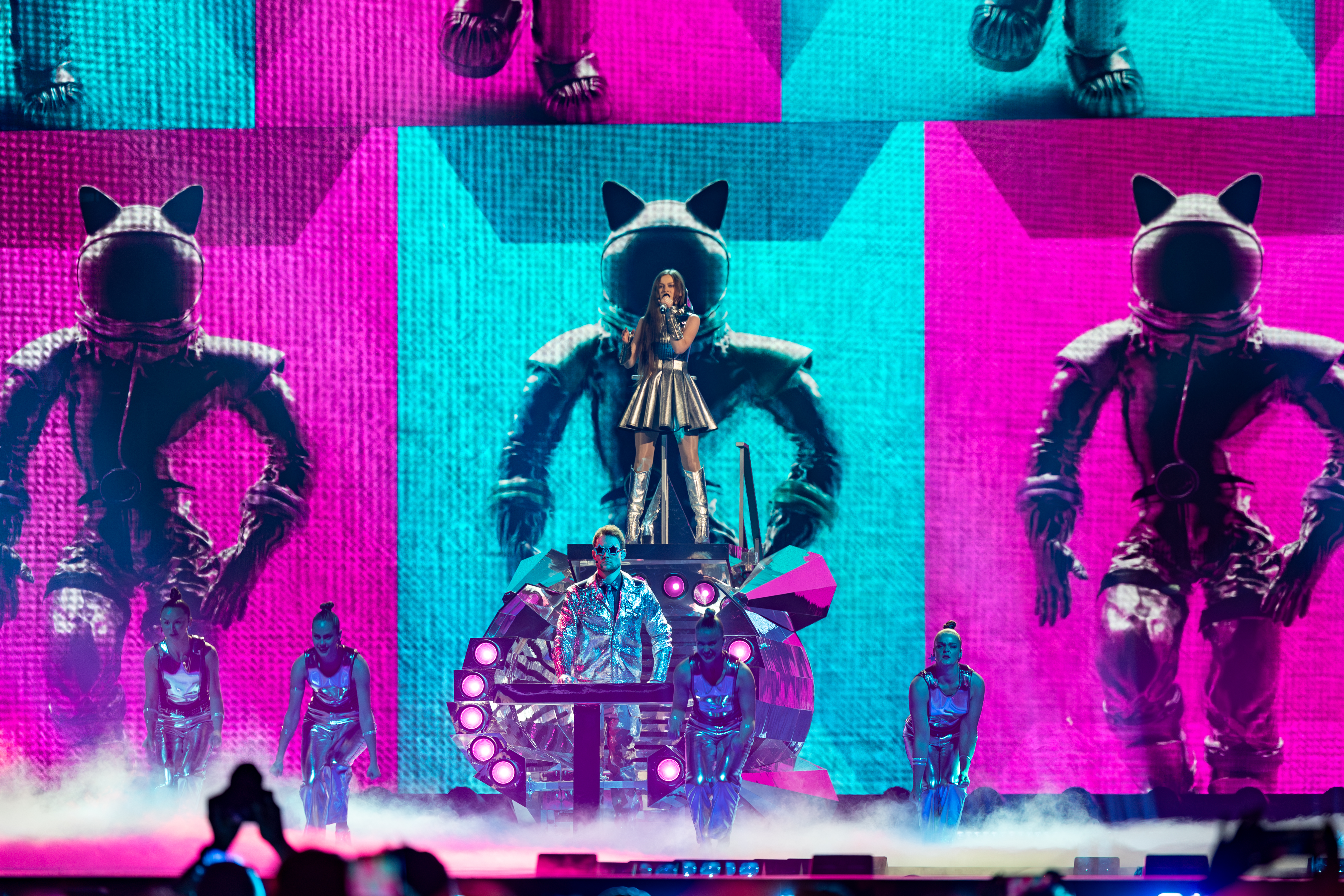
Emmy ve druhém semifinále Eurovision Song Contest 2025

Pochází z vesnice Sande v obci Holmestrand v jižním Norsku. V dětství zpívala ve sboru. V roce 2015 se ve svých 14 letech zúčastnila dětské hudební soutěže Melodi Grand Prix Junior s písní „Aiaiaiai“; její starší bratr Erlend se této soutěže zúčastnil již v roce 2011. Od roku 2021 studuje vizuální komunikaci na Univerzitě jihovýchodního Norska.
V roce 2021 se Emmy s písní „Witch Woods“ zúčastnila národního kola Melodi Grand Prix 2021, které slouží k výběru norského reprezentanta pro Eurovision Song Contest 2021. Postoupila ze třetího semifinále do finále, avšak do tzv. „zlatého finále“ se již dále neprobojovala. V roce 2023 byla členkou norské poroty při Eurovision Song Contest 2023.
V roce 2024 se jako spoluautorka podílela na písni „Woman Show“, kterou v rámci soutěže Melodi Grand Prix 2024 představila pěvecká trojice Mathilde SPZ, Chris Archer a Slam Dunk. Kromě své činnosti v Norsku si Emmy získala i publikum v zahraničí, zejména prostřednictvím svého účtu na TikToku, kde postupně nasbírala více než milion sledujících.
V lednu 2025 bylo oznámeno, že se Emmy zúčastní Eurosongu 2025, irského národního kola pro Eurovision Song Contest 2025, s písní „Laika Party“, kterou napsala společně s jedním irským a třemi norskými autory. Píseň byla původně přihlášena do norského výběru Melodi Grand Prix 2025, byla ale odmítnuta norskou veřejnoprávní stanicí NRK. V irském národním kole rozhodoval o vítězi kombinovaný systém hlasování veřejnosti, národní poroty a mezinárodní poroty. Emmy získala nejvíce bodů od národní poroty i od veřejnosti a druhé místo od mezinárodní poroty, čímž si zajistila právo reprezentovat Irsko. Země byla následně vylosována do druhého semifinále Eurovize, které se konalo 15. května, s písní „Laika Party“ se však Emmy nedokázala kvalifikovat do finále, když skončila na 13. místě s 28 body.
Podílela se také jako spoluautorka na písni „Ramtai“ od skupiny Citi Zēni, která obsadila 3. místo v lotyšském národním kole Supernova 2025.

## Diskografie

### Singly
- 2015: „Aiaiaiai“
- 2016: „Bjørnar“
- 2016: „Frightened of Lightning“
- 2018: „Jeg ser at du har ringt“
- 2019: „The Little Boy“
- 2019: „Er det du som har tatt den?“
- 2020: „Gunnar“
- 2020: „If Only“
- 2021: „Witch Woods“
- 2021: „Collection“
- 2021: „Brilleskille“ (s Ole Hartzem)
- 2021: „Some Say“
- 2022: „Venus (Why Don’t We Run)“
- 2022: „Juliet“
- 2022: „Dear Sandman“
- 2022: „Dear Santa“
- 2023: „Just a Ghost“
- 2023: „DotA“ (s J.O.X.)
- 2023: „She“
- 2023: „Haunting You“
- 2024: „Vil ha dig“ (s Unge Lama)
- 2024: „Lose My Love“
- 2024: „Dancing Alone“
- 2024: „Om du var min“ (s J.O.X.)
- 2024: „Ain’t Nobody“ (s Braatenem)
- 2024: „The Hanging Tree“ (s Braatenem a Ilyaa)
- 2024: „Boten Anna“ (s J.O.X. a Hubbe)
- 2024: „Behind Blue Eyes“ (s Braatenem a Ilyaa)
- 2024: „Say You Love Me“ (s Braatenem a Ilyaa)
- 2024: „Lie to Me“
- 2024: „Monster“
- 2024: „Left Outside Alone“
- 2025: „Mom Is Home“ (s K-391 a Nickem Strandem)
- 2025: „Laika Party“